# Shire of Kulin
Shire of Kulin is een Local Government Area (LGA) in de regio Wheatbelt in West-Australië. Shire of Kulin telde 769 inwoners in 2021. De hoofdplaats is Kulin.

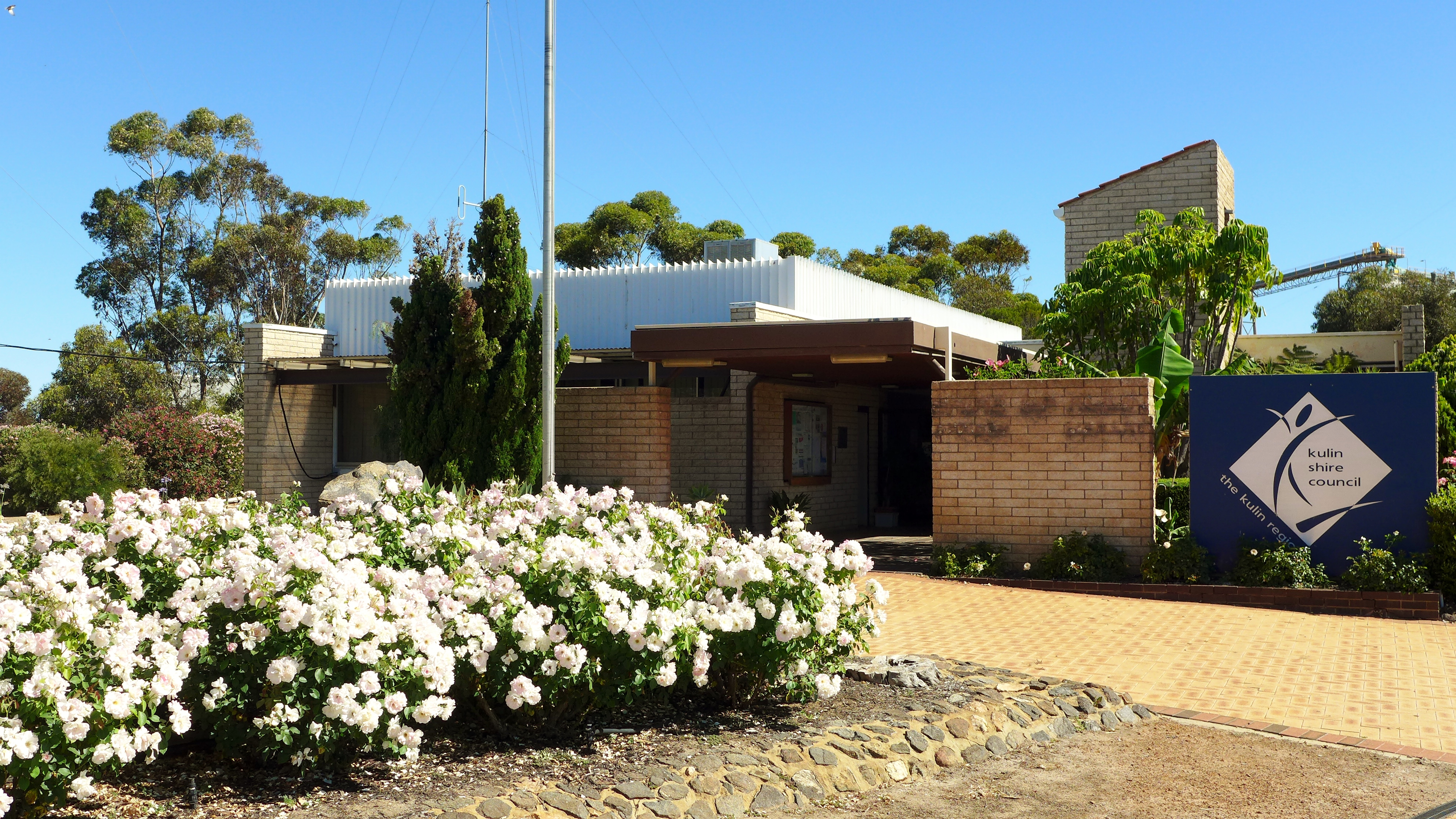
Kantoren Shire of Kulin

## Geschiedenis
Op 14 juni 1918 werd het Roe Road District opgericht. Het werd op 12 maart 1926 door het Kulin Road District vervangen. Ten gevolge de Local Government Act van 1960 veranderde het district op 23 juni 1961 van naam en werd de Shire of Kulin.

## Beschrijving
Shire of Kulin is een landbouwdistrict in de regio Wheatbelt. Het is 4.713 km² groot en ligt ongeveer 300 kilometer ten oostzuidoosten van de West-Australische hoofdstad Perth. In 2021 telde het district 769 inwoners.

## Plaatsen, dorpen en lokaliteiten
- Kulin
- Dudinin
- Holt Rock
- Jitarning
- Pingaring

## Bevolkingsaantal
| Year | Population |
| ---- | ---------- |
| 1921 | 1.121      |
| 1933 | 1.274      |
| 1947 | 873        |
| 1954 | 1.168      |
| 1961 | 1.261      |
| 1966 | 1.393      |
| 1971 | 1.260      |
| 1976 | 1.289      |
| 1981 | 1.275      |
| 1986 | 1.162      |
| 1991 | 1.062      |
| 1996 | 890        |
| 2001 | 839        |
| 2006 | 881        |
| 2011 | 826        |
| 2016 | 765        |
| 2021 | 769        |